# Speedo

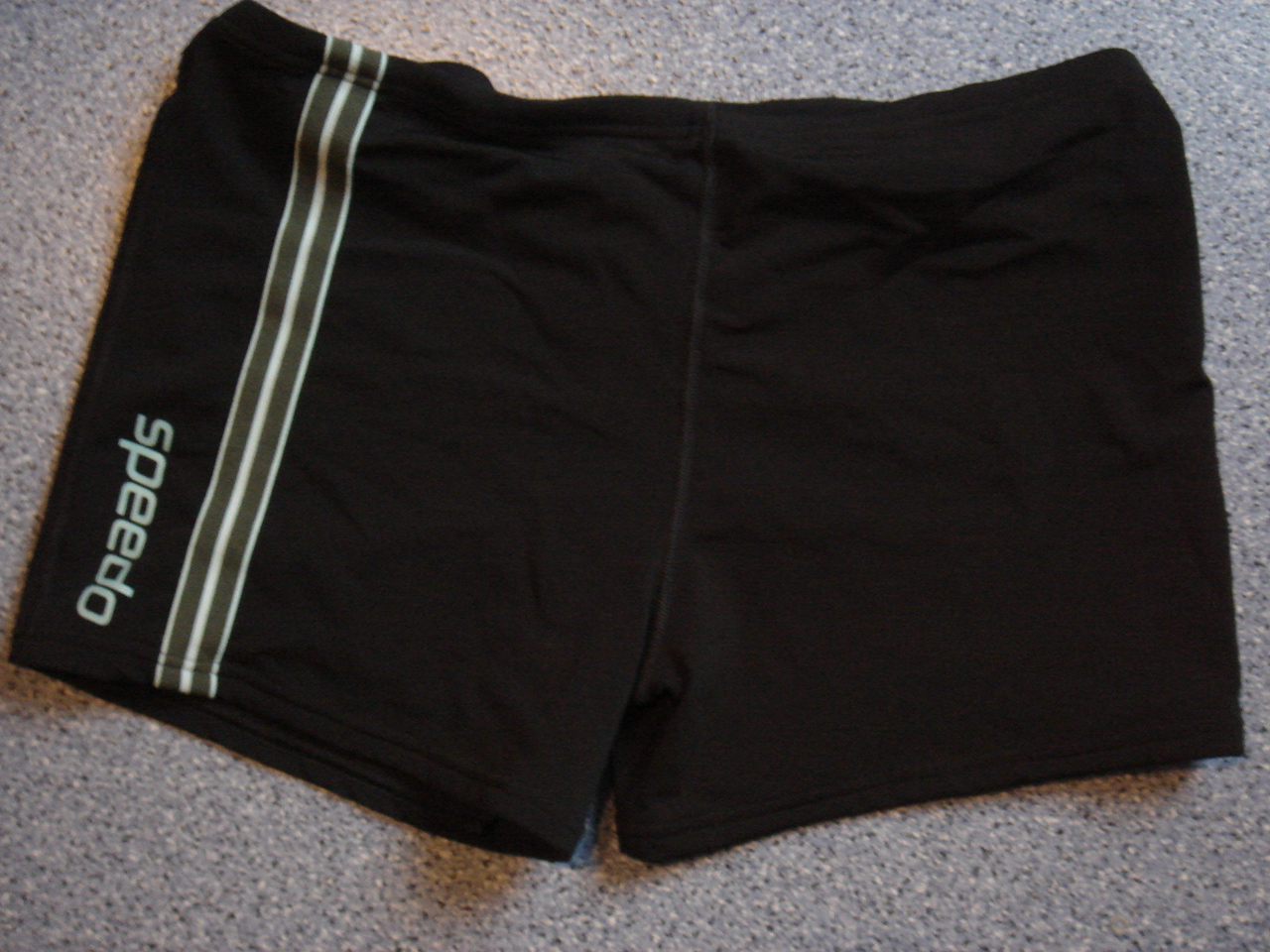
Een Speedo-zwembroek

Speedo is een merk van zwemkleding en zwemaccessoires, opgericht door de Schotse immigrant Alexander MacRae in 1914 in Sydney, Australië. Het bedrijf heeft zijn hoofdkantoor in Nottingham, Engeland en is een dochteronderneming van de Britse Pentland Group. Speedo produceert een breed scala aan producten, waaronder badkleding, zwembrillen en polshorloges.
Aanvankelijk opgericht als MacRae Hosiery, later MacRae Knitting Mills richtte het bedrijf zich later volledig op zwemkleding. In 1928 werd de naam Speedo geïntroduceerd, nadat Jim Parsons een wedstrijd won met de slagzin Speed on in your Speedos. Het logo van Speedo, een rode boemerang, weerspiegelt de Australische oorsprong van het merk.
In 1932 maakte Speedo zijn internationale debuut tijdens de Olympische Zomerspelen 1932 in Los Angeles. De 16-jarige Australische zwemster Clare Dennis won de gouden medaille op de 200 meter schoolslag voor vrouwen. Ze vestigde een wereldrecord, ondanks bijna te worden gediskwalificeerd omdat haar zijden Speedo-zwempak "te veel schouder toonde". Het jaar daarop werd de naam Speedo in Australië gepatenteerd.
In Noord-Amerika werd het merk beheerd door PVH, via een exclusieve licentieovereenkomst. PVH verwierf in 2013 de rechten door de overname van de eerdere licentiehouder, de Warnaco Group. In januari 2020 kocht de Pentland Group de rechten terug van PVH voor 170 miljoen dollar in contanten.